# 光明站 (平壤市)
光明站（朝鲜语：／ Kwangmyŏng yŏk */?）是朝鲜平壤市地铁革新线的一个车站，于1975年9月9日随革新线一同启用，1994年朝鮮勞動黨中央總書記金日成去世后本站停用。

## 使用情况
无限期停用

## 车站周边
- 錦繡山太陽宮 (原名錦繡山紀念宮)

## 历史
- 自从金日成去世以后，因錦繡山議事堂改建為錦繡山紀念宮(金日成陵寢)所致，此站无限期停用。